# Мило (Северна Дакота)
Мило (енгл. Mylo) град је у америчкој савезној држави Северна Дакота.

## Демографија
По попису из 2010. године број становника је 20, што је 1 (5,3%) становника више него 2000. године.
| Група             | 2000.       | 2010.      |
| Белци             | 19 (100,0%) | 19 (95,0%) |
| Афроамериканци    | 0 (0,0%)    | 0 (0,0%)   |
| Азијати           | 0 (0,0%)    | 0 (0,0%)   |
| Хиспаноамериканци | 0 (0,0%)    | 0 (0,0%)   |
| Укупно            | 19          | 20         |